# 杭州市红十字会医院

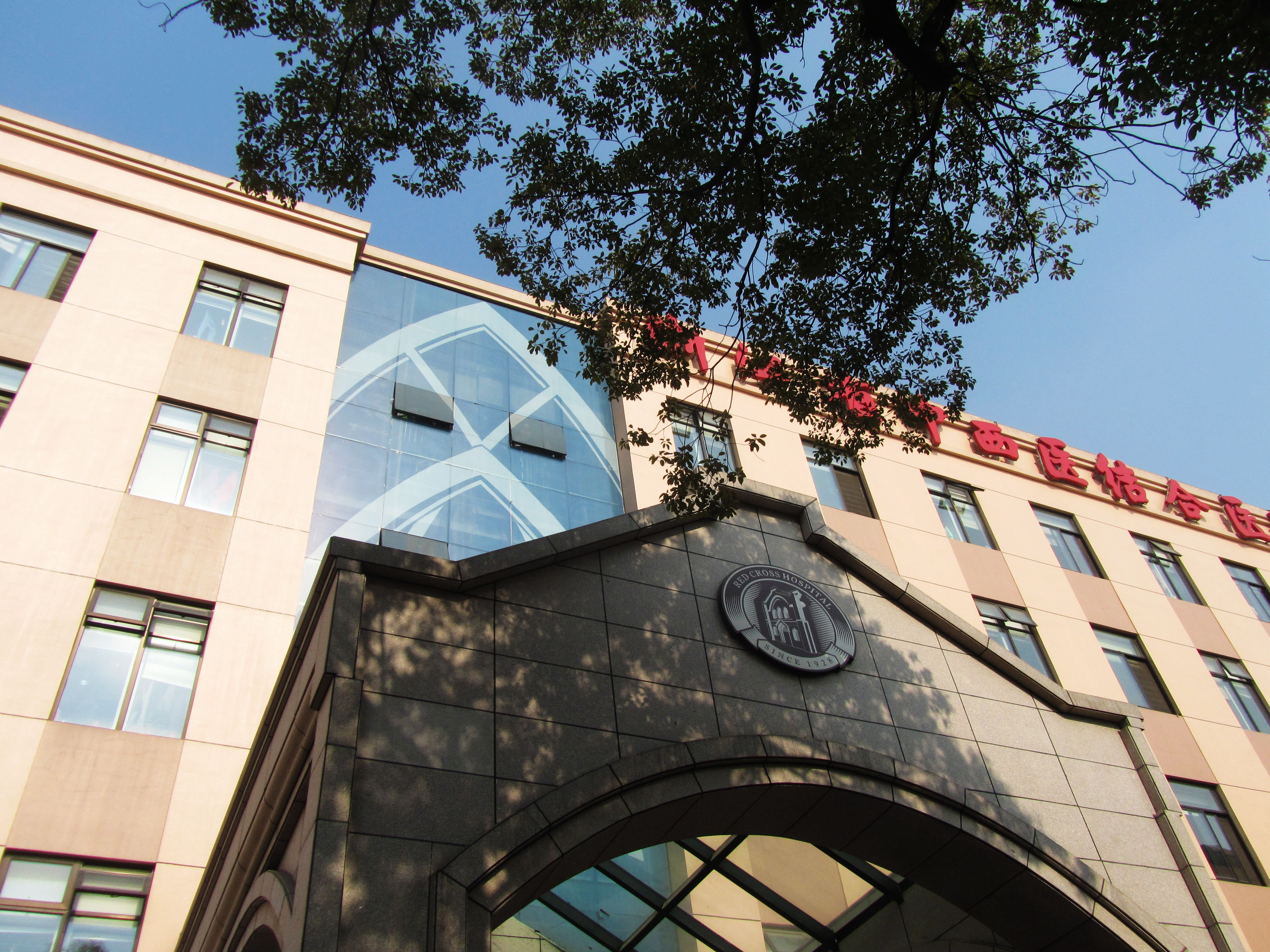
杭州市红十字会医院结核病诊疗中心

杭州市红十字会医院，当地简称市红会医院，又名浙江省中西医结合医院、浙江中医药大学附属中西医结合医院、杭州师范大学附属红十字会医院，位于杭州市环城东路208号，其前身为1928年法国天主教会修女创办的仁爱医院，是一所现代综合性医院，1994年被评为三级甲等中西医结合医院，2007年被国家中医药管理局批准为全国重点中西医结合医院建设单位。中科院院士、国家知名心血管专家陈可冀教授担任名誉院长。

## 历史
杭州市红十字会医院前身为1928年1月6日由法国天主教仁爱会修女郝格肋（Sr.Hacard）捐资创办的仁爱医院（亦称圣心医院），位于城内刀茅巷，首任院长为中国籍修女孙儒理，现存教堂、施诊所和病房楼等早期建筑5幢，均为红砖清水墙面，其中教堂采用哥特式风格，因1949年后长期用作药品仓库，现状彩绘地砖、螺旋式楼梯、弥撒台及绘有各种圣像的彩色玻璃壁窗等均保存完好。1952年该院由杭州市红十字会管理，1955年6月与中国红十字会杭州分会医院合并为杭州市红十字会医院。

## 概况
该院现占地面积3.8万平米，核定1000张床位，有41个临床科室。现有职工1200余人，其中高级职称180名，有7名国家及省市名中医、12名硕士生导师；有2名国家名老中医学术经验指导老师，3名国家名老中医学术经验继承人；设7个临床教研室，承担本科、硕士生和国外留学生的临床教学、实习任务。

## 重点专科
5个国家级重点专科，7个省级中医名科，9个市级重点专科。
国家中医药局“十二五”中西医结合重点专科
- 风湿科
- 妇（产）科—不孕不育科
- 中西医结合传染病临床基地
- 内分泌科
- 针灸科

浙江省中医名科
- 中西医结合风湿病学科
- 中西医结合传染病（结核病）学科
- 中西医结合男性不育专科
- 中西医结合骨伤专科
- 中西医结合胃肠病专科
- 针灸治疗更年期疾病专科
- 老年病专科

## 荣誉
- 浙江省文明医院
- 浙江省绿色医院
- 浙江省卫生厅先进援外单位
- 杭州市文明单位
- 杭州市文明服务示范点
- 杭州市绿色先进集体
- 杭州市无偿献血先进单位
- 中西医结合先进单位